# Kagylólepke

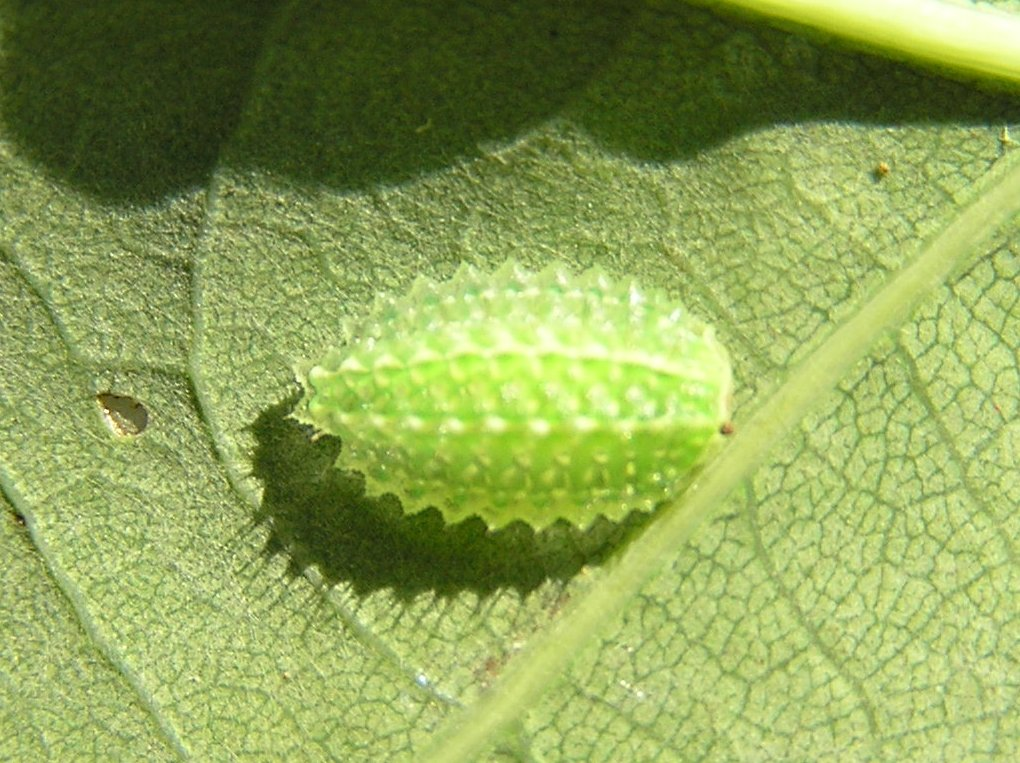
Kagylólepke hernyója

A kagylólepke  (Apoda limacodes) a valódi lepkék (Glossata) alrendjébe tartozó csigalepkefélék (Limacodidae) családjának Magyarországon is honos faja.

## Elterjedése, élőhelye
Európában és Kis-Ázsiában honos; hazánkban mindenfelé megtalálható.

## Megjelenése
A lepke szárnya kávébarna-őzbarna, halványan mintázott. A szárny fesztávolsága 18–33 mm.

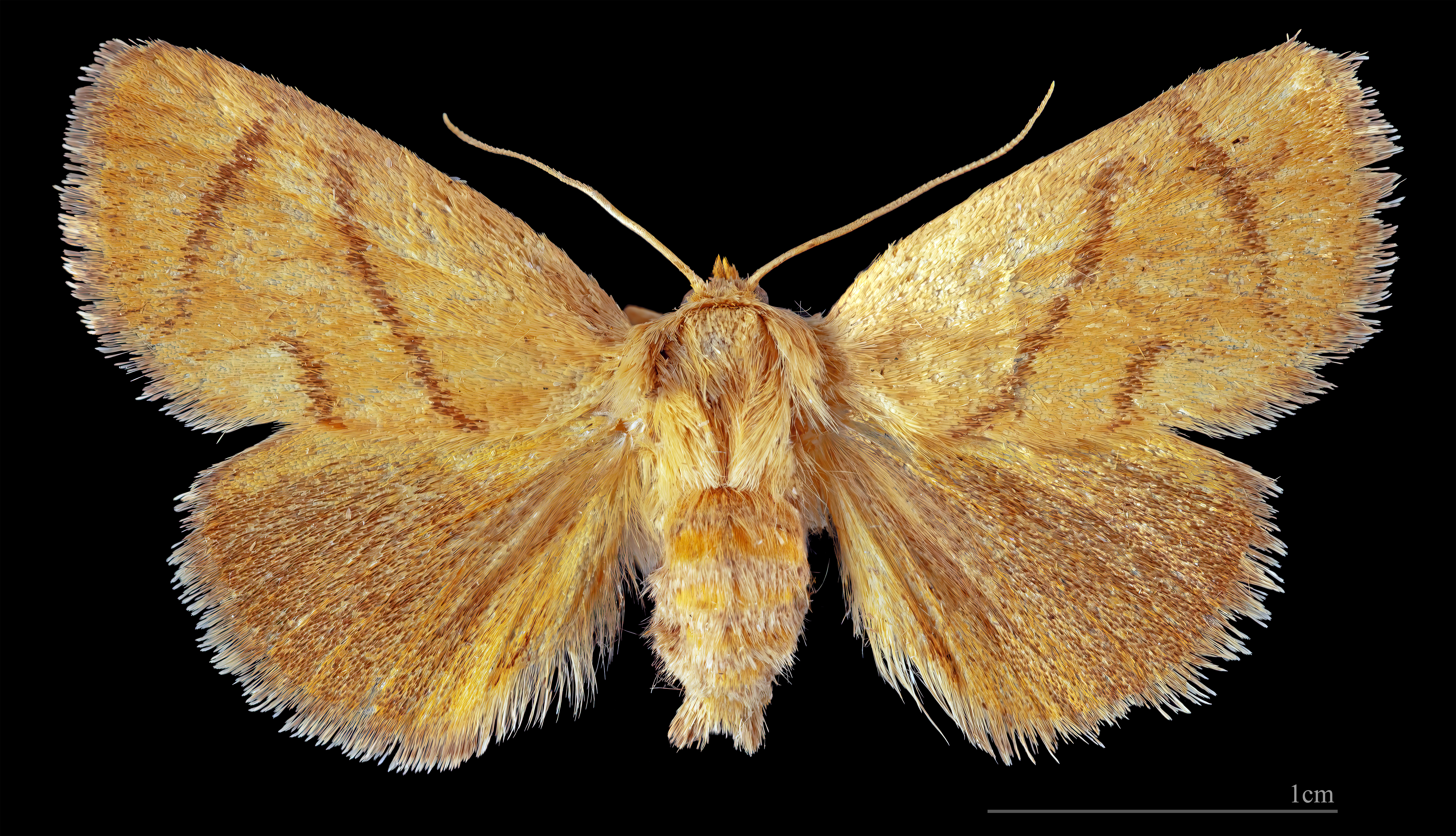
♂
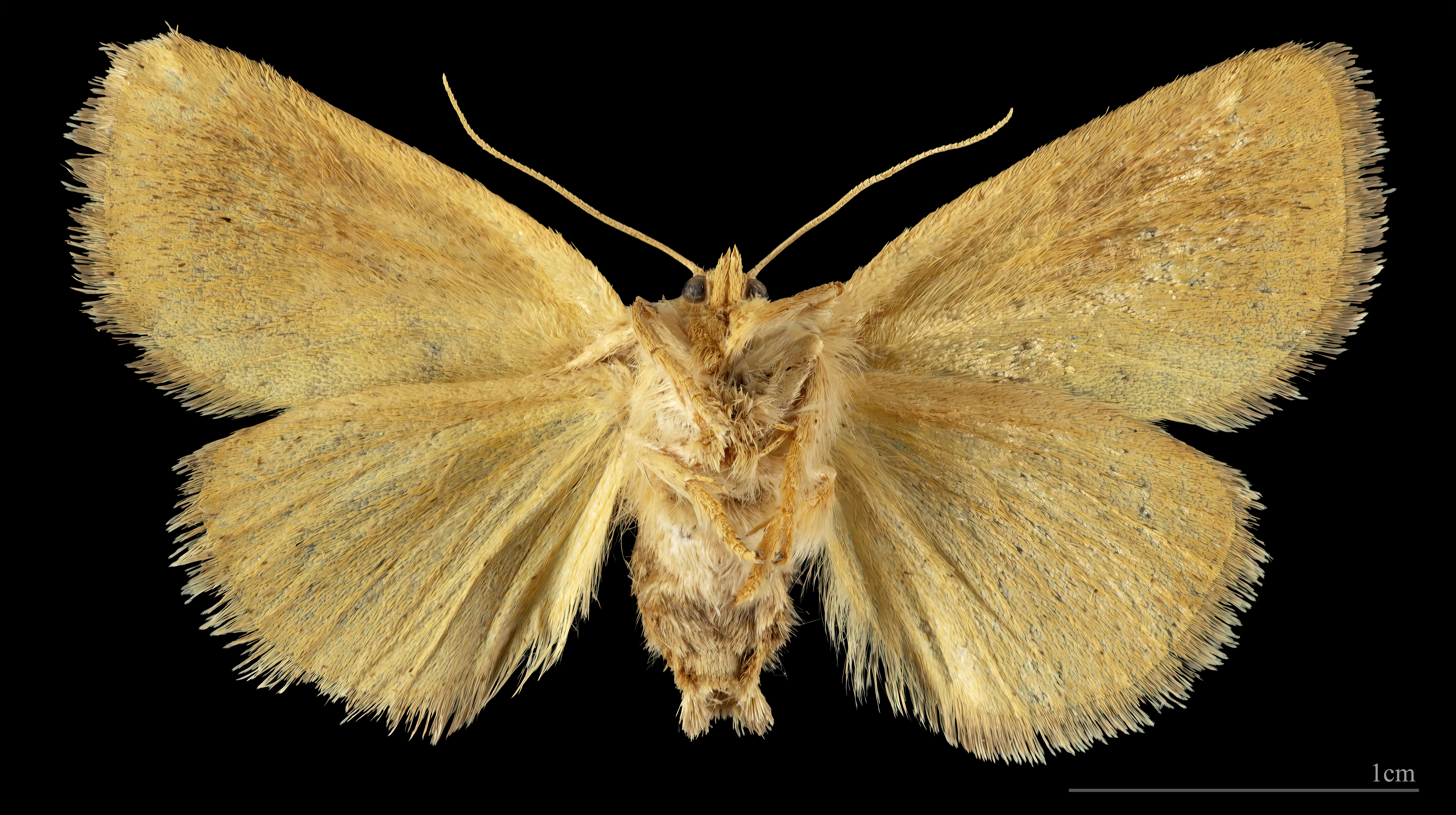
♂ △

## Életmódja
Évente egy nemzedéke kel ki. A hernyók gubóban telelnek át, majd tavasszal bábozódnak. A hernyó lombos fákon él; fő tápnövénye a tölgy. A rajzás május–július közé esik. A délutáni napfényben csak a hímek repülnek, éjszaka pedig a hímek és a nőstények együtt.